# Nicolas Woodfen
Nicolas Woodfen, né Nicholas Wheeler en 1550 et mort le 21 janvier 1586, également connu sous le nom de Nicholas Devereux, est un prêtre catholique romain anglais qui a été pendu, traîné sur une claie jusqu'à la potence et mis en quart (Hanged, drawn and quartered) à Tyburn, Londres, le 21 janvier 1586 sous le règne d'Elizabeth Ire. 

## Jeunesse, études et mort
Nicholas Wheeler est né à Leominster, Herefordshire, vers 1550, il fait ses chapitre à la Leominster Grammar School.
Il est probable que Wheeler soit arrivé au Collège anglais de Douai en avril 1577. Lorsque le collège s'est installé à Reims en 1579, il adopte le nom de famille Woodfen. Il est ordonné par l'évêque de Châlons-sur-Marne le 25 mars 1581. Il revient en Angleterre en juin de l'année suivante comme missionnaire aux Inns of Court de Londres. Est aussi du voyage un autre futur martyre Edward Stransham. Il est arrêté pour haute trahison et est inculpé sous le nom de Nicholas Devereux. Puisque prêtre catholique et missionnaire, il est, avec Édouard Stransham, pendu, traîné sur une claie jusqu'à la potence et mis en quart (Hanged, drawn and quartered).

## Vénération et béatification
Il est considéré comme un martyr catholique et l'un des Quatre-vingt-cinq martyrs d'Angleterre et de Galles exécutés entre 1584 et 1679. Woodfen est vénéré le 10 novembre 1986 par le pape Jean-Paul II et béatifié le 22 novembre 1987 par le pape Jean-Paul II également. 